# 김재훈 (1989년)
김재훈(1989년 9월 21일 ~ )은 대한민국의 전직 스타크래프트, 스타크래프트 II 프로게이머이다. 전 진에어 그린윙스 소속이었다.
2006년 하반기 드래프트에서 MBC게임 히어로의 1차 지명으로 입단하였다.
리콜을 할 때 벌어지는 실수로 인해 버뮤다 리콜(옵저버만 리콜),3cm 리콜(바로 옆에 리콜)등의 광경을 연출하였다. 현재 팀원들 사이에서 가장 실력이 뛰어나다고 알려져있다. 하지만 방송경기에서는 그만큼의 실력을 보여주지 못해 승률이 좋지 않았으나, SK플래닛 프로리그 시즌2부터는 자신의 진가를 발휘하면서 승률이 좋아졌으며, 더불어 Kespa랭킹도 상승하였다.
2011년 11월 MBC게임 히어로의 해체로 제8프로게임단 선수로 지명되었다. 이후 SK플래닛 프로리그 시즌2가 종료된 이후 제8게임단과의 우선협상에 성공하여 FA 자격을 획득했다. 다른 세명의 선수들은 재계약을 곧바로 체결했으나, 김재훈은 같은 시기에 체결을 못하였다가, 2012년 9월 25일, 재계약을 체결했다.
스타1에 비해 스타2에서 매우 좋은 기량을 보이는 선수중 한명이었다. 특히 스타1에서 30%도 안되는 승률을 기록했던 저그전에서 유난히 좋은 모습을 보였다.
은퇴 이후 아프리카TV에서 개인방송을 하고 있다. 그 이후 아프리카TV를 통해 방플의혹이 있었으나 사실로 밝혀져 시청자들이 대거 떠나 슬럼프에 빠졌으니
멘탈(?)을 놓아서 그런지 시청자들이 꾸준히 들어오고 있고 경기를 하게 되면 놀라운 역량을 통해 상대방을 격파를 한다는 것이 아직도 믿기지가 않는다.
2016년 1월 14일 기준으로 수입이 감소하여, 밀리에서 빠무(빠른무한) BJ로 전향을 하였다가 래더로 돌아왔다. 물론 시청자수는 이득이지만 씁쓸하게도 별풍선은 잘 안터진다.

## 리콜 사건
2009년 3월 1일 (온게임넷)에서 열린 신한은행 위너스리그 08-09에서 (eSTRO)와 싸울 때 신희승, 김성대를 물리치는 활약을 했으나 (eSTRO)의 테란 박상우와 겨룰 때 리콜을 성곽 부근에 하는 바람에 리콜을 했지만 옵저버만 리콜되는 웃긴 광경이 연출되었고, 이 일로 인해 버뮤다토스라는 별명을 얻었다. 그뿐만이 아니라 그 경기에서 박상우에게 패하는 굴욕을 겪었다.
그 후, 2009년 5월 12일 MBC게임에서 열린 신한은행 프로리그 08-09 4R 화승 OZ전에서 2세트에 출전해 손주흥 선수와 단장의 능선에서 맞붙었을 때 아비터 부대 지정 실수로 인해 드라군을 바로 옆에 리콜하는 광경을 연출하였다. 결국, 손주흥 선수에게 패하였고, 그 후 이 경기에서 김재훈 선수가 보여준 리콜은 3cm리콜이라는 별명을 얻었다.

## 주 선수들과의 전적
김재훈이 현재 은퇴했으므로 이 선수들과는 다시 만날일은 없다.

#### 이성은과의 전적
프로토스전이 약한 이성은에게 김재훈은 약하다. 상대전적 0:3 무승. 여담으로, 에버 스타리그 2009 36강 H조 1차전 1경기는 스타리그 2000번째 경기였는데, 여기서 이성은에 패했다. 두명 다 현재 은퇴했으므로 다시 만날일은 없다.
- 2009년 10월 28일 EVER 스타리그 2009 36강 H조 1차전 1경기 이성은 승
- 2009년 10월 28일 EVER 스타리그 2009 36강 H조 1차전 2경기 이성은 승
- 2011년 3월 31일 2011 MSL 서바이버 토너먼트 12조 2경기 이성은 승

#### 이영호와의 전적
프로토스전이 강한 이영호에게도 김재훈은 약하다. 상대전적 공식전만으로도 2:8, 비공식전까지 포함해도 2:9 열세. SK플래닛 스타크래프트 프로리그 시즌2에서 스타2 종목으로 맞붙어 처음으로 이영호에 승리했다. 그러나 에이스결정전에서 이영호에게 다시 패배했다. SK플래닛 스타크래프트 II 프로리그 12-13 3라운드에선 이번엔 반대로 3세트에선 패했으나, 이번엔 7세트 에결에서 승리했다. 그러나 5라운드에서는 패했다.
- 2008년 10월 18일 신한은행 프로리그 08-09 1라운드 KTF vs MBC게임 4세트 이영호 승
- 2008년 12월 27일 신한은행 프로리그 08-09 2라운드 MBC게임 vs KTF 2세트 이영호 승
- 2009년 9월 5일 프로리그 챔피언십 KT vs MBC게임 2세트 이영호 승
- 2010년 4월 3일 신한은행 프로리그 09-10 3라운드 위너스리그 결승전 KTF vs MBC게임 7세트 이영호 승
- 2011년 1월 31일 신한은행 프로리그 10-11 3라운드 MBC게임 vs KT 7세트 이영호 승
- 2011년 11월 29일 SK플래닛 프로리그 11-12 시즌1 1라운드 제8게임단 vs KT 2세트 이영호 승
- 2012년 6월 30일 SK플래닛 프로리그 11-12 시즌2 2라운드 제8게임단 vs KT 후반전 4세트 김재훈 승
- 2012년 6월 30일 SK플래닛 프로리그 11-12 시즌2 2라운드 제8게임단 vs KT 7세트 이영호 승
- 2013년 2월 1일 SK플래닛 스타크래프트 II 프로리그 12-13 3라운드 KT vs 제8게임단 3세트 이영호 승
- 2013년 2월 1일 SK플래닛 스타크래프트 II 프로리그 12-13 3라운드 KT vs 제8게임단 7세트 김재훈 승
- 2013년 5월 20일 SK플래닛 스타크래프트 II 프로리그 12-13 5라운드 제8게임단 vs KT 6세트 이영호 승

#### 신노열과의 전적
저그전이 다소 약한 김재훈은 저그 선수들을 상대로 약세인데, 신노열에게도 약하다. 상대전적 0:4 무승.
- 2010년 1월 12일 신한은행 프로리그 09-10 2라운드 MBC게임 vs 위메이드 1세트 신노열 승
- 2010년 5월 9일 신한은행 프로리그 09-10 4라운드 MBC게임 vs 위메이드 3세트 신노열 승
- 2011년 3월 31일 2011 MSL 서바이버 토너먼트 12조 패자전 신노열 승
- 2011년 5월 18일 신한은행 프로리그 10-11 5라운드 위메이드 vs MBC게임 5세트 신노열 승

#### 이경민과의 전적
이경민과의 전적도 공식전만으로는 3:4, 비공식전까지 포함하면 3:5로 약하다. 본래 공식전에서만 3전전패였다가, 전패를 끊고 공식전에서만 2연승을 하기도 했으나, SK플래닛 스타크래프트 프로리그 시즌2 1라운드 경기에서 또 패했다. 그러나 2라운드에서 설욕했다. 두명 다 현재 은퇴했으므로 다시 만날일은 없다.
- 2009년 5월 20일 신한은행 프로리그 08-09 4라운드 하이트 vs MBC게임 1세트 이경민 승
- 2009년 6월 17일 신한은행 프로리그 08-09 5라운드 MBC게임 vs 하이트 4세트 이경민 승
- 2010년 6월 1일 신한은행 프로리그 09-10 5라운드 하이트 vs MBC게임 2세트 이경민 승
- 2010년 11월 9일 신한은행 프로리그 10-11 1라운드 하이트 vs MBC게임 5세트 김재훈 승
- 2011년 8월 8일 경남 STX컵-마스터즈 2011 CJ vs MBC게임 4세트 이경민 승
- 2012년 1월 15일 SK플래닛 프로리그 11-12 시즌1 2라운드 CJ vs 제8게임단 3세트 김재훈 승
- 2012년 5월 21일 SK플래닛 프로리그 11-12 시즌2 1라운드 제8게임단 vs CJ 후반전 5세트 이경민 승
- 2012년 7월 2일 SK플래닛 프로리그 11-12 시즌2 2라운드 CJ vs 제8게임단 전반전 3세트 김재훈 승

#### 변형태와의 전적
변형태와의 전적 역시 공식전만으로는 0:1, 비공식전까지 합치면 1:3 약세다. 두명 다 현재 은퇴했으므로 다시 만날일은 없다.
- 2008년 6월 8일 신한은행 프로리그 2008 2라운드 CJ vs MBC게임 2세트 변형태 승
- 2008년 7월 29일 인크루트 스타리그 2008 예선 결승 G조 1경기 변형태 승
- 2008년 7월 29일 인크루트 스타리그 2008 예선 결승 G조 2경기 김재훈 승
- 2008년 7월 29일 인크루트 스타리그 2008 예선 결승 G조 3경기 변형태 승

#### 김대엽과의 전적
김대엽과의 전적은 공식전만 치러서 0:5 무승이다.
- 2009년 10월 17일 신한은행 프로리그 09-10 1라운드 MBC게임 vs KT 2세트 김대엽 승
- 2010년 7월 10일 신한은행 프로리그 09-10 5라운드 MBC게임 vs KT 5세트 김대엽 승
- 2012년 8월 18일 SK플래닛 프로리그 11-12 시즌2 3라운드 KT vs 제8게임단 전반전 1세트 김대엽 승
- 2013년 1월 13일 SK플래닛 스타크래프트 II 프로리그 12-13 2라운드 제8게임단 vs KT 5세트 김대엽 승
- 2013년 4월 30일 SK플래닛 스타크래프트 II 프로리그 12-13 4라운드 KT vs 제8게임단 4세트 김대엽 승

#### 송병구와의 전적
김재훈은 송병구를 한번도 이겨보지 못했다. 0:6으로 무승
- 2008년 11월 26일 신한은행 프로리그 08-09 1라운드 MBC게임 vs 삼성전자 3세트 송병구 승
- 2010년 11월 25일 피디팝 MSL 서바이버 토너먼트 9조 승자전 송병구 승
- 2010년 11월 27일 신한은행 프로리그 10-11 2라운드 삼성전자 vs MBC게임 7세트 송병구 승
- 2011년 1월 16일 신한은행 프로리그 10-11 3라운드 MBC게임 vs 삼성전자 4세트 송병구 승
- 2012년 2월 1일 SK플래닛 프로리그 11-12 시즌1 2라운드 제8게임단 vs 삼성전자 1세트 송병구 승
- 2012년 8월 25일 SK플래닛 프로리그 11-12 시즌2 3라운드 삼성전자 vs 제8게임단 전반전 2세트 송병구 승

## 주요 기록

### 전적
비공식전 포함 최종전적 (13.07.08 기준, 스타2 전적포함)
|             | 경기 | 승-패   | 승률  |
| ----------- | ---- | ------- | ----- |
| 대 테란     | 134  | 70–64   | 52.2% |
| 대 저그     | 129  | 65–64   | 50.4% |
| 대 프로토스 | 120  | 58–62   | 48.3% |
| 총합        | 383  | 193–190 | 50.4% |

### 수상 경력

#### 스타크래프트
- 2006년 제 21회 커리지매치 입상
- 2009년 EVER 스타리그 2009 36강
- 2010년 피디팝 MSL 32강
- 2014년 픽스 9차 소닉 스타리그 32강
- 2015년 헝그리앱 스타즈 리그 위드 콩두 16강
- 2015년 스베누 스타리그 시즌 2 듀얼 토너먼트 24강
- 2015년 VANT 36.5 대국민 스타리그 16강
- 2016년 아프리카TV 스타리그 ASL 2016 8강

#### 스타크래프트 II
- 2013년 제4회 인천 실내무도아시아경기대회 스타2 부문 국가대표 선발전 32강
- 2013년 2013 WCS 코리아 시즌 2 챌린저리그 48강